# Vila Antonína Petrofa staršího
Vila Antonína Petrofa staršího je vila ve stylu německé secese zbudovaná pro Antonína Petrofa, zakladatele firmy na výrobu klavírů Petrof. Vila byla realizována v letech 1909–1910 a nachází se v Brněnské ulici v Hradci Králové.

## Popis
Původní projekt vily pro rodinu Antonína Petrofa staršího navrhl Josef Gočár a jednalo se o architektonický návrh pod vlivem italské renesance (např. uzavřená lodžie nad zimní zahradou). Tento návrh však nebyl nikdy realizován. Uplatnil se až projekt Oldřicha Lisky ve stylu německé secese s důrazem na neoklasicimus. Stavbu pravděpodobně provedla stavební firma Josefa Jihlavce, ve které Liska tou dobou pracoval.

## Zajímavost
Vila Antonína Petrofa staršího je umístěna v těsné blízkosti továrny Petrof, na adrese Brněnská 31, Nový Hradec Králové čp. 300, Hradec Králové. Jeho syn Antonín Petrof mladší si nechal v letech 1920–1922 postavit vilu s přízviskem „Cristina“ na adrese Brněnská 4, Nový Hradec Králové čp. 315, Hradec Králové. Autorem této vily byl zřejmě architekt Josef Michek. Vnuk Antonína Petrofa staršího Dimitrij Petrof  pak znovu oslovil architekta Oldřicha Lisku a v roce 1940 si nechal zbudovat vilu na adrese Brněnská 33, Nový Hradec Králové čp. 707, Hradec Králové – tato vila tak vlastně bezprostředně sousedí s vilou Antonína Petrofa staršího. Jednalo se o poslední Liskovu realizaci v Hradci Králové.